# Grallaria nuchalis
La pitta formichiera nucacastana (Grallaria nuchalis P.L.Sclater, 1860) è un uccello passeriforme appartenente alla famiglia dei Grallaridi.

## Descrizione

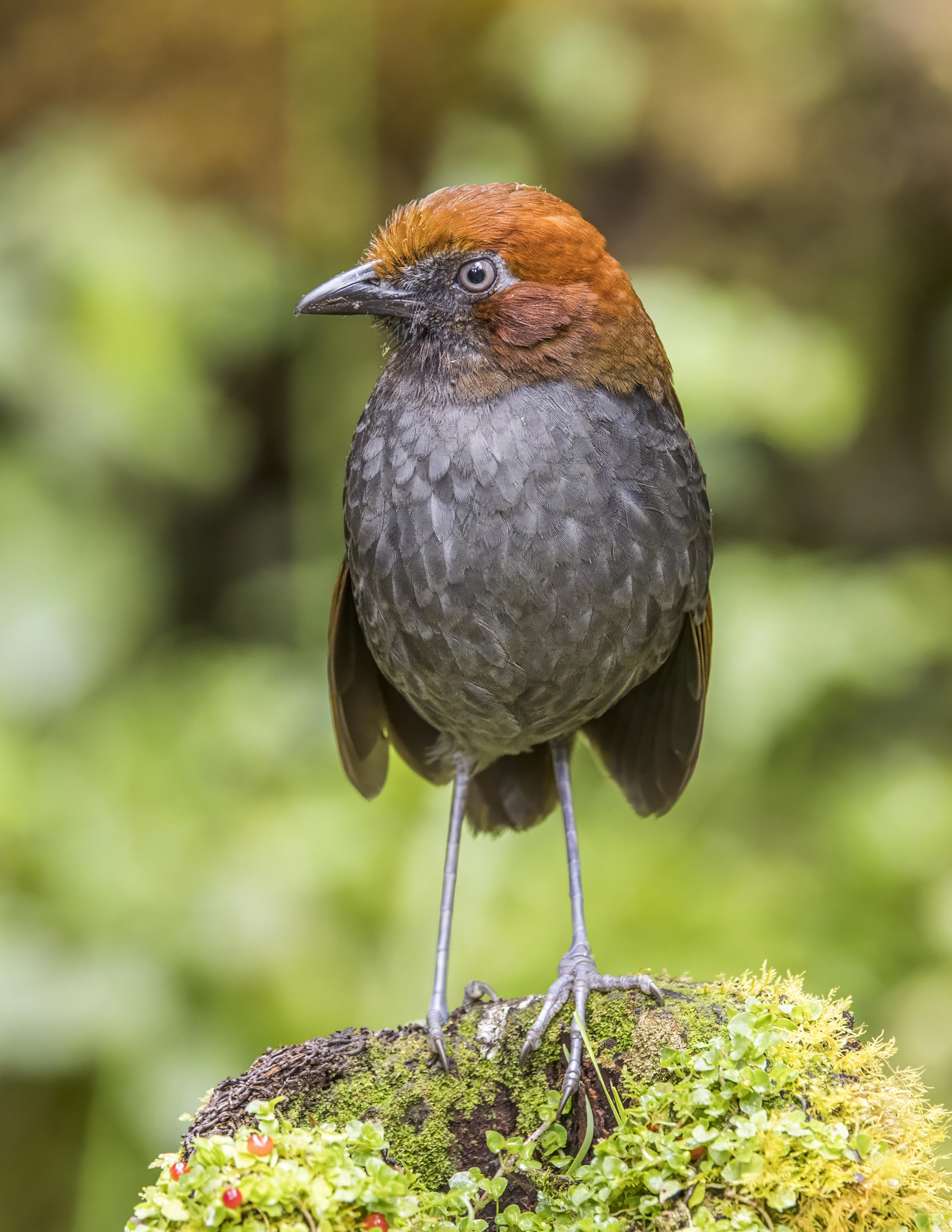
G. n. ruficeps, Riserva di Las Tangaras

Ha una lunghezza media di 20 cm. Ha la testa rosso-arancio, ma la nuca e il dorso sono marrone; la gola può riprendere il colore della nuca (marrone) oppure del ventre, che è di colore grigio, uniforme. Le zampe sono grigio-blu.

## Distribuzione e habitat
Specie endemica della Colombia, dell'Ecuador e del Perù settentrionale. Il suo habitat naturale sono le foreste montane tropicali e subtropicali umide. Vive abitualmente tra i 2000 m e i 3000 m di altitudine.